# Anmer
Anmer is een civil parish in het Engelse graafschap Norfolk met 63 inwoners.